# Гольдин, Александр Владиленович
Александр Владиленович Гольдин (род. 27 февраля 1964, Новосибирск) — советский, ныне американский шахматист, гроссмейстер (1989).
Чемпион СССР среди юношей (1981). Победитель Всесоюзного турнира молодых мастеров (1988)
и 1-го чемпионата СССР среди клубов (1988) в составе команды Новосибирского шахматного клуба. Участник турниров 1-й лиги чемпионата СССР (1986 и 1988). Лучшие результаты в международных турнирах: Наленчув (1987) — 1-е; Поляница-Здруй (1988) — 1-2-е места. Ныне проживает в США. Хобби — йога.

## Изменения рейтинга
| Графики недоступны из-за технических проблем. См. информацию на Фабрикаторе и на mediawiki.org. |